# 埃弗雷姆·莫雷利
埃弗雷姆·莫雷利（義大利語：Efrem Morelli，1979年11月25日—），意大利男子游泳运动员。他曾代表意大利参加2008年、2012年、2016年和2020年夏季残疾人奥林匹克运动会游泳比赛，其中2016年夏季残奥会获得一枚铜牌。